# Exocentrus longipennis
Exocentrus longipennis là một loài bọ cánh cứng trong họ Cerambycidae.